# Liste de châteaux français par période

## Moyen Âge

### IXesiècle
- Château d'Angers ;
- Château de Courcy (Calvados) ;
- Château d'Olivet ;
- Forteresse de Castel-Cran (Côtes d'Armor)[1],[2].

### Xesiècle-XIesiècle
- Château des Baux ;
- Château de Bourdeau ;
- Château de Caen ;
- Château de Calmont d'Olt ;
- Château de Châteaubriant ;
- Palais des Comtes du Maine ;
- Château de Falaise ;
- Château de Fontenoy-le-Château ;
- Château de Foix ;
- Château de Châlus-Chabrol Richard Cœur de Lion ;
- Château de Fresnay-sur-Sarthe (donjon) ;
- Donjon de Langeais ;
- Château de Lardeyrol ;
- Château de Laval ;
- Donjon de Loches ;
- Château des ducs de Lorraine ;
- Château de Mayenne ;
- Donjon de Montbazon ;
- Château de Montfaucon ;
- Château de Noyers-sur-Serein ;
- Donjon de Sainte-Suzanne ;
- Château de Picquigny ;
- Château de Suze-la-Rousse ;
- Château de Vitré.

### XIIesiècle
- Château de Montbrun (Dournazac) ;
- Château de Bruniquel ;
- Château de Creully ;
- Château de Culan ;
- Château de Falaise ;
- Château du Falkenstein ;
- Château de Fontainebleau ;
- Château de Fougères ;
- Château-Gaillard ;
- Château d'Helfedange (ferme fortifiée) ;
- Château de Labrit ;
- Château de Larroque-Toirac ;
- Château de Lavardin ;
- Château du Louvre ;
- Donjon de Montrichard ;
- Château de Montrond ;
- Château de Nemours ;
- Château de Portes ;
- Château de Pusignan ;
- Château de Thorens (les salles de gardes) ;
- Château de Tonquédec ;
- Château des Tourelles ;
- Manoir de Brion ;
- Château de Noirmoutier ;
- Château médiéval de Pouancé.

### XIIIesiècle
- Château des Allymes ;
- Château de Blain ;
- Château de Châlus Maulmont ;
- Château de Clisson ;
- Château de Conros ;
- Château de Curton ;
- Château de Laroque ;
- Château de Louvois ;
- Château de Messac ;
- Château de Montfort ;
- Château de Montgilbert ;
- Château de Montrond ;
- Château de Najac ;
- Château de Noüe ;
- Château de Pagax ;
- Château de Rouen ;
- Résidence des ducs de Bretagne à Suscinio ;
- Château de Thorens (le donjon de Gérard de Compey) ;
- Château de Tours (les tours de Guise et du Cachot) ;
- Château de Vieille Cour à Oudon.

### XIVesiècle
- Château de Vincennes ;
- Château de Roquetaillade (Gironde) ;
- Château de Dinan ;
- Château de la Bretesche ;
- Château d'Écoyeux ;
- Château de Faverges ;
- Palais des ducs de Bourgogne ;
- Château de Courtanvaux ;
- Château de Veauce.

### XVesiècle
- Château de Baugé ;
- Château de Bazouges ;
- Château de Malbrouck ;
- Château de Chinon ;

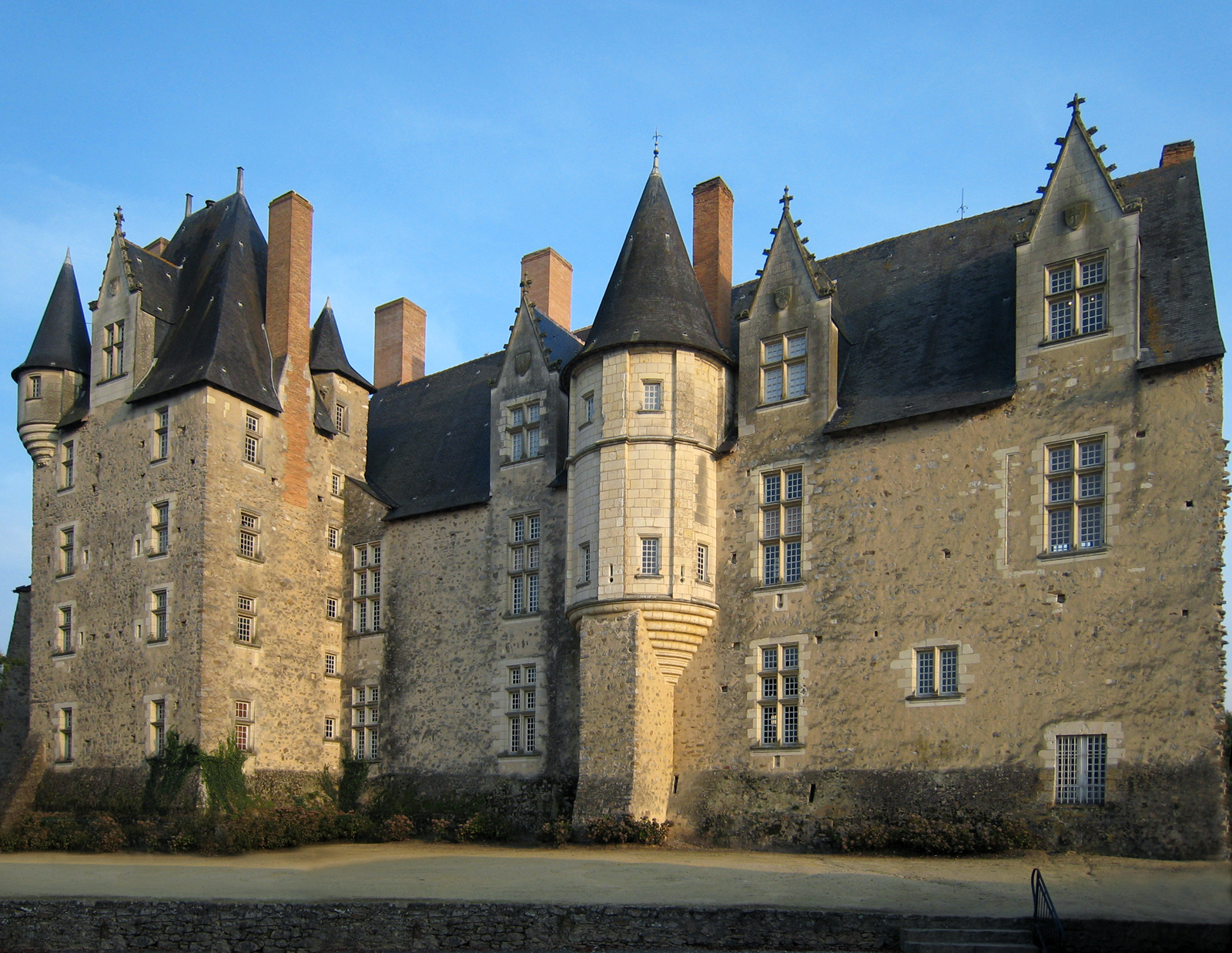
Château de Baugé en Anjou.

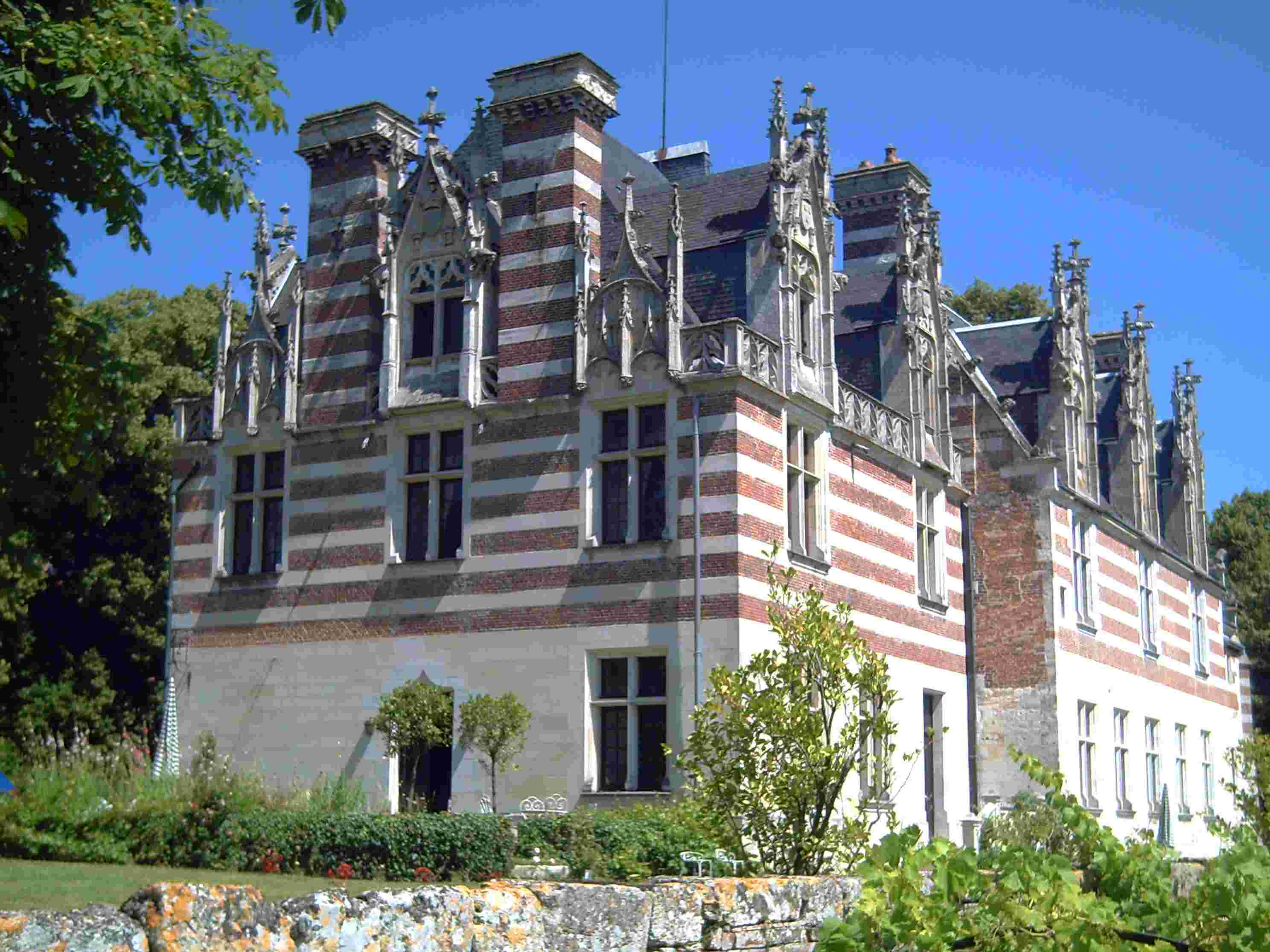
Château d'Etelan en Normandie.

- Château des ducs de Bretagne à Nantes ;
- Château des Granges (Escurolles) ;
- Château de Kerouzéré ;
- Château de Langeais ;
- Château de Lavardin ;
- Château de Loches ;
- Château du Mont ;
- 1450-1453 : Château de Montsoreau ;
- Château de Moyen ;
- Château d'Ételan ;
- Château de Fourques (Hérault)[3] ;
- Château de Coupiac ;
- Château de Planèze ;
- Château de Thorens (la tour des archives et l'entrée fortifiée) ;
- Château de Grugniac ;
- Château de Trécesson ;
- Château de Saint-Chamant (le donjon de Robert de Balsac) ;
- Château de Castagnac (construit au XIIe siècle mais totalement remanié au XIVe) ;
- Château de la Motte-Glain ;
- Château de Troissereux.

## Époque moderne

### XVIesiècle
- Château d'Azay-le-Rideau ;
- Château de Saint-Germain-de-Livet ;
- 1498-1515 : Château d'Oigny-en-Valois ;
- 1502 : Palais Ducal de Nancy ;
- ?-1533 : Château de Fléville ;
- 1519-1547 : Château de Chambord ;
- Château de Cons-la-Grandville ;
- Château de Thugny-Trugny ;
- 1530 : Château du Taillis ;
- Années 1530 : Château de Fontaine-Henry ;
- 1541 : Château de Saint-Maur ;
- Vers 1540-1550 : Château de Chailvet ;
- 1548 : Château de Vallery ;
- 1555 : Château de la Guignardière ;
- Château de Pontécoulant ;
- 1570 : Château de l'Escoublère ;
- ? : Château de Caramagne ;
- Château de Meudon (le château-vieux et la Grotte).

### XVIIesiècle
- Château de Vizille (devenu musée de la Révolution française en 1983) ;
- Château de Bonrepos ;
- 1631-1637 : Château de Balleroy (François Mansart) ;
- 1653-1665 : Château du Champ-de-Bataille ;
- 1658-1661 : Château de Vaux-le-Vicomte ;
- 1674 : Château de Barbentane ;
- Château de Rosanbo ;
- Château de Versailles ;
- Château de Clermont ;
- 1608-1610 : Château de Sainte-Suzanne ;
- Château de Condé ;
- Château du Parangon ;
- Château de Portes ;
- Château de Thorens (le logis principal) ;
- Château de Saint-Chamant (le corps de logis) ;
- Château de Sassenage ;
- Château de Brécy ;
- 1608 : Château de Vitry-la-Ville ;
- 1606-1612 : château de Cormatin ;
- 1606-1625 château de Fléchères ;
- Château de Beaumesnil.

### XVIIIesiècle
- 1703-1720 : Château de Lunéville ;
- 1708-1735 : Château d'Yville ;
- 1715-1730 : Château de Versainville ;
- 1720-1732 : Château de Haroué ;
- 1720 : Château de Pange ;
- Château de Commercy ;
- Château de La Pannonie, près de Rocamadour ;
- Château de Failloux ;
- 1720-1750: Château de Stors ;
- 1734 : Château de Bizy ;
- 1750 : Château d'Asnières ;
- Château de Canon ;
- 1750-1752 : Château de Vendeuvre (Jacques François Blondel) ;
- 1755-1759: Château du Haut Villarceaux ;
- 1770-1780 : Château de Bénouville (Claude Nicolas Ledoux) ;
- 1772 Château de Sassetot ;
- 1786 : Château de la Verrerie ;
- 1772-1776: Château de Montgeoffroy ;
- Château de Vabre ;
- Château de Guernon-Ranville ;
- Château les Bruyères ;
- 1706-1709 : Château de Meudon (le château-neuf).

### XIXesiècle
- Château de Barante ;
- Château du Besset ;
- Château de Brochon ;
- Château de Beauregard à Hérouville-Saint-Clair ;
- Château de Franconville ;
- Château de La Pommeraye ;
- Château du Hallier ;
- Château de Randan ;
- Château de Thorens (le donjon nouveau) ;
- Château de Trévarez ;
- Château de la Tireloubie.

### XXesiècle
- Château d'Artigny
- Château de Chevregny

### XXIesiècle
- Château Louis XIV
- Château de Guédelon